# Буштинська селищна рада
Бу́штинська се́лищна ра́да — адміністративно-територіальна одиниця та орган місцевого самоврядування в Тячівському районі Закарпатської області. Адміністративний центр — селище міського типу Буштино.

## Загальні відомості
- Територія ради: 0,012 км²
- Населення ради: 8 634 особи (станом на 1 лютого 2012 року)

## Населені пункти
Селищній раді підпорядковані населені пункти:
- смт Буштино

## Склад ради
Рада складається з 34 депутатів та голови.
- Голова ради: Паш Іван Іванович
- Секретар ради: Антонюк-Пацкан Маріанна Анатоліївна

### Керівний склад попередніх скликань
| Прізвище, ім'я, по батькові | Основні відомості                                                | Дата обрання | Дата звільнення |
| --------------------------- | ---------------------------------------------------------------- | ------------ | --------------- |
| Сабадош Іван Юрійович       | Селищний голова, 1946 року народження, безпартійний              | 26.03.2006   | 31.10.2010      |
| Паш Іван Іванович           | Селищний голова, 1964 року народження, освіта вища, безпартійний | 31.10.2010   |                 |

Примітка: таблиця складена за даними сайту Верховної Ради України

### Депутати
За результатами місцевих виборів 2010 року депутатами ради стали:

#### За суб'єктами висування
| Суб'єкт висування               | Кількість обраних депутатів | %    |
| ------------------------------- | --------------------------- | ---- |
| Самовисування                   | 30                          | 88,2 |
| Партія регіонів                 | 3                           | 8,8  |
| Політична партія «Наша Україна» | 1                           | 2,9  |

#### За округами
| № округу                        | Прізвище, ім'я, по батькові         | Дата визнання обраним | Освіта             | Партійна приналежність                  | Відомості про обраного депутата                                               |
| ------------------------------- | ----------------------------------- | --------------------- | ------------------ | --------------------------------------- | ----------------------------------------------------------------------------- |
| Партія регіонів                 |                                     |                       |                    |                                         |                                                                               |
| 13                              | Бедей Роман Іванович                | 03.11.2010            | вища               | позапартійний                           | Тячівська РДА, начальник відділу                                              |
| 32                              | Паш Іван Іванович                   | 03.11.2010            | середня            | член Партії регіонів                    | Тячівський держспецлісгосп, лісник                                            |
| 33                              | Лукач Іван Іванович                 | 03.11.2010            | вища               | член Партії регіонів                    | приватний підприємець                                                         |
| Політична партія «Наша Україна» |                                     |                       |                    |                                         |                                                                               |
| 12                              | Копинець Діана Василівна            | 03.11.2010            | вища               | член Політичної партії «Наша Україна»   | Буштинській дитячий садок № 1, вихователь                                     |
| Самовисування                   |                                     |                       |                    |                                         |                                                                               |
| 1                               | Мадай Юрій Васильович               | 03.11.2010            | вища               | позапартійний                           | тимчасово не працює                                                           |
| 2                               | Добош Олеся Миколаївна              | 03.11.2010            | середня            | позапартійна                            | Буштинська селищна рада, діловод                                              |
| 3                               | Форкош Мирослав Юрійович            | 03.11.2010            | вища               | позапартійний                           | Львівська РП, торговий представник                                            |
| 4                               | Орос Наталія Василівна              | 03.11.2010            | середня спеціальна | позапартійна                            | Буштинська селищна бібліотека, завідувач                                      |
| 5                               | Попович Марія Юріївна               | 03.11.2010            | вища               | позапартійна                            | Буштинська гімназія-інтернат, головний бухгалтер                              |
| 6                               | Паш Іван Юрійович                   | 03.11.2010            | вища               | позапартійний                           | Тячівський РВ УМВС України, начальник слідчого відділення                     |
| 7                               | Шваля Михайло Олексійович           | 03.11.2010            | середня спеціальна | позапартійний                           | приватний підприємець                                                         |
| 8                               | Гавріш Юрій Юрійович                | 03.11.2010            | середня            | позапартійний                           | приватний підприємець                                                         |
| 9                               | Ляшко Петро Юрійович                | 03.11.2010            | середня спеціальна | позапартійний                           | пенсіонер                                                                     |
| 10                              | Похватюк Борис Степанович           | 03.11.2010            | незакінчена вища   | позапартійний                           | тимчасово не працює                                                           |
| 11                              | Катрин Олександр Адальбертович      | 03.11.2010            | вища               | позапартійний                           | Буштинська загальноосвітня школа І-ІІІ ст., вчитель фізичної культури         |
| 14                              | Лазар Владислав Васильович          | 03.11.2010            | вища               | позапартійний                           | Тячівський окремий взвод ДПС, командир                                        |
| 15                              | Булик Юрій Михайлович               | 03.11.2010            | вища               | позапартійний                           | Тячівський РВ ГУМВС, оперуповноважений                                        |
| 16                              | Салей Ольга Сергіївна               | 03.11.2010            | середня            | позапартійна                            | Буштинська селищна рада, інспектор військового обліку                         |
| 17                              | Деяк Володимир Володимирович        | 03.11.2010            | вища               | позапартійний                           | Тячівська районна дільнична лікарня ветеринарної медицини, ветеринарний лікар |
| 18                              | Лукач Володимир Антонович           | 03.11.2010            | середня спеціальна | позапартійний                           | приватний підприємець                                                         |
| 19                              | Антонюк-Пацкан Маріанна Анатоліївна | 03.11.2010            | вища               | член Політичної партії «Сильна Україна» | Тячівський УПСК, страховий агент                                              |
| 20                              | Штаєр Тетяна Іванівна               | 03.11.2010            | середня спеціальна | позапартійна                            | магазин «Смак», продавець                                                     |
| 21                              | Поковба Михайло Михайлович          | 03.11.2010            | вища               | позапартійний                           | Буштинська селищна рада, землевпорядник                                       |
| 22                              | Колочавин Степан Васильович         | 03.11.2010            | вища               | позапартійний                           | приватний підприємець                                                         |
| 23                              | Варга Золтан Бейлович               | 03.11.2010            | середня            | позапартійний                           | тимчасово не працює                                                           |
| 24                              | Азарій Євген Михайлович             | 03.11.2010            | вища               | позапартійний                           | ВАТ «ЗЗЕА», заступник голови правління                                        |
| 25                              | Шиндра Іван Іванович                | 03.11.2010            | середня спеціальна | позапартійний                           | приватний підприємець                                                         |
| 26                              | Титов Денис Анатолійович            | 03.11.2010            | вища               | позапартійний                           | Тячівська РДА, начальник відділу Держкомзему                                  |
| 27                              | Фречка Юрій Юрійович                | 03.11.2010            | середня спеціальна | позапартійний                           | приватний підприємець                                                         |
| 28                              | Кравченко Олександр Петрович        | 03.11.2010            | середня спеціальна | позапартійний                           | тимчасово не працює                                                           |
| 29                              | Ільков Петро Максимович             | 03.11.2010            | вища               | позапартійний                           | по найму, вільний художник                                                    |
| 30                              | Демко Наталія Іванівна              | 03.11.2010            | вища               | позапартійна                            | Буштинська міська амбулаторія, лікар-педіатер                                 |
| 31                              | Франц Андрій Андрійович             | 03.11.2010            | середня спеціальна | позапартійний                           | Буштинська гімназія-інтернат, робітник по обслуговуванню шкільних приміщень   |
| 34                              | Костякін Сергій Георгійович         | 03.11.2010            | вища               | позапартійний                           | ВАТ «Укртелеком», начальник ЦТП № 11                                          |